# Ingmar Bergman
Ernst Ingmar Bergman (['bær:jman] în suedeză, ascultăⓘ, născut în 14 iulie 1918, Uppsala, Suedia - d. 30 iulie 2007, Fårö, Suedia) a fost un regizor suedez de teatru și unul dintre cei mai influenți regizori de film ai celei de-a doua jumătăți a secolului 20.

## Biografie
Bergman s-a născut în Uppsala, Suedia, în familia unui pastor luteran de descendență daneză, Erik Bergman, care a devenit ulterior capelanul regelui Suediei, și Karin, născută Åkerblom. Ingmar Bergman a crescut fiind înconjurat de omniprezența a diferite imagini și discuții pe teme religioase. A fost crescut foarte strict, fiind adesea pedepsit prin încuierea sa în dulapuri complet lipsite de lumină pentru diverse "infracțiuni".
Bergman a urmat Stockholm High School și ulterior două perioade de cinci luni de serviciu militar și cursuri de literatură ale Universității din Stockholm, pe care nu le-a finalizat din cauza atracției sale puternice către film și teatru, devenind, după propriile sale spuse, "un dependent de film natural" pe la începutul anilor 1930.
Începând cu anul 1943 Bergman a prelucrat scenarii semnate de alți autori pentru compania Svensk Filmindustri, la care a fost angajat ca scenarist și asistent de regie. Pentru prima oară contribuie ca scenarist și asistent de regie pentru "Frământări" ("Hets"), în 1944. Filmul descrie zbuciumul sufletesc al unui student care suferă din cauza unui profesor crud și nedrept. Din 1944 Bergmann este și director al Teatrului Municipal din Helsingborg; avea să fie directorul acestui teatru până în 1946.
În 1945 Bergman debutează ca regizor cu filmul "Criză" ("Kris"). Din 1946 până în 1955 toarnă, pe lângă diverse spoturi publicitare, șaisprezece filme prin care își dezvoltă un stil propriu, influențat de expresionismul german și de neorealismul italian. Cu "Amurgul unui clovn" ("Gycklarnas afton") din 1953 își începe colaborarea cu Sven Nykvist, care va deveni cameramanul său preferat.
Primul mare succes internațional îi este datorat peliculei  "A șaptea pecete" ("Det Sjunde inseglet") (1956), care va câștiga Premiul Special al Juriului la Cannes. Este prima operă bergmaniană care se concentrează tematic asupra întrebărilor privind existența lui Dumnezeu și a căutării unui sens al vieții. Cu Ursul de Aur este premiat la Berlin, în 1957, filmul "Fragii sălbatici" ("Smultronstallet"), avându-l pe celebrul regizor suedez Victor Sjöström în rolul principal. Bergman folosește aici reprezentări ale halucinantului și oniricului pentru a evidenția zbuciumul interior al personajelor și pentru a pătrunde în subconștientul acestora. Procedeul va fi întâlnit și în opera sa târzie. Atât Jungfrukällan ("Izvorul fecioarei" - 1959), o prelucrare a unei vechi legende suedeze, cât și "Printr-o sticlă întunecată" din 1961 sunt încununate cu premii Oscar pentru cel mai bun film străin. Ambele pelicule au fost turnate împreună cu cameramanul Sven Nykvist. "Lumină de iarnă" (1951/62) și "Tăcerea" (1963) sunt ultimele filme care abordează în mod central o temă religioasă.
Din 1963 până în 1966 Ingmar Bergman este directorul Teatrului Regal de Stat din Stockholm. Opera sa cinematografică se axează acum asupra psihicului personajelor feminine. Filme tipice pentru această perioadă sunt "Persona" (1966) cu Liv Ullmann și Bibi Andresson, "Pasiunea Annei" (1969), "Atingerea" (1970) și "Strigăte și șoapte" (1972), film încununat cu un Oscar pentru cea mai bună imagine (Nykvist) în care sunt reprezentate diverse ipostaze ale naturii feminine, având-o ca model pe mama regizorului. Bergman începe să producă și filme pentru televiziunea suedeză. Două dintre acestea, "Scene dintr-o căsnicie" (1974) și "Față în față" (1976), ajung și pe marele ecran, în versiuni prescurtate.
După o scurtă perioadă de detenție în 1976, sub acuzația de evaziune fiscală, (acuzație care s-a dovedit nefondată), Bergman părăsește în 1976 Suedia, plecând în SUA. Următoarele sale filme, "Oul de șarpe" (1976/77) și "Din viața marionetelor" (1979/80), sunt produse în Germania. "Sonata de toamnă" cu Ingrid Bergman și Liv Ullmann este filmată în Norvegia. În 1978 regizorul se restabilește în Suedia, după clarificarea problemelor cu fiscul. Între 1981 și 1982 este turnat filmul autobiografic "Fanny și Alexander", care câștigă premii Oscar pentru cel mai bun film străin, pentru cea mai bună imagine, pentru decoruri și costume. După acest mare succes Bergman renunță la activitatea de regizor de cinema și se rezumă la cea de scenarist, regizor de teatru și scriitor. Următoarele sale filme sunt produse de televiziune.
Filmele sale tratează întrebări fundamentale existențiale de moralitate, singurătate și credință; tinzând în același timp spre simplitatea și claritatea directă a vieții, opusă stilizării, metaforizării și alambicării altor realizatori de film.  Ca un contraexemplu, Persona, unul dintre cele mai faimoase filme ale lui Bergman, este neobișnuit de sofisticat și complex pentru întreaga operă filmică a regizorului suedez, având conotații multiple, între care cele existențialiste și de avant-garde sunt predominante.
Pentru întreaga sa operă Bergman a fost distins cu un premiu special al Festivalului de la Veneția în 1983, cu Premiul European de Film Felix (1988), o mențiune specială cu ocazia celei de-a 50-a ediții a Festivalului Internațional de Film de la Cannes, cu titlul de Doctor honoris causa al Universității din Stockholm și cu Legiunea de onoare a Franței.
Ingmar Bergman s-a retras din carieră în decembrie 2003. A suferit o operație în octombrie 2006 și a avut o perioadă dificilă de recuperare. A murit liniștit în somn, în casa lui din Fårö, la 30 iulie 2007, la vârsta de 89 de ani, în aceeași zi în care un alt regizor renumit a decedat, e vorba de Michelangelo Antonioni. Regizorul suedez a fost înmormântat la 18 august 2007 în cadrul unei ceremonii private, în curtea bisericii din insula Fårö.

## Filmografie selectivă

### Regie
- 1946 Criză (Kris)
- 1946 Plouă peste dragostea noastră (Det regnar på vår kärlek)
- 1947 Un vapor spre India (Skepp till Indialand)
- 1948 Muzică și întuneric (Musik i mörker)
- 1948 Oraș portuar (Hamnstad)
- 1949 Închisoarea (Fängelse)
- 1949 Setea (Törst)
- 1950 Asta nu se va arăta aici (Sånt händer inte här)
- 1950 Către bucurie (Till glädje)
- 1951 Jocuri de vară (Sommarlek)
- 1952 Femei în așteptare (Kvinnors väntan)
- 1953 O vară cu Monika (Sommaren med Monika)
- 1953 Noaptea saltimbancilor (Gycklarnas afton)
- 1954 O lecție de dragoste (En lektion i kärlek)
- 1955 Visuri de femeie (Kvinnodröm)
- 1955 Surâsul unei nopți de vară (Sommarnattens leende)
- 1957 A șaptea pecete (Det sjunde inseglet)
- 1957 Fragii sălbatici (Smultronstället)
- 1958 Voi fi mamă (Nära livet)
- 1958 Magicianul (Ansiktet)
- 1959 Izvorul fecioarei (Jungfrukällan)
- 1960 Ochiul diavolului (Djävulens öga)
- 1961 Prin oglindă (Såsom i en spegel)
- 1962 Comunianții (Nattvardsgästerna)
- 1963 Tăcerea (Tystnaden)
- 1964 Ca să nu mai vorbim despre toate aceste femei (För att inte tala om alla dessa kvinnor)
- 1966 Persona
- 1967 Stimulantia episodul „Daniel“
- 1968 Ora lupului (Vargtimmen)
- 1968 Rușinea (Skammen)
- 1969 O pasiune (En Passion)
- 1969 Ritul (Riten), film TV
- 1971 Atingerea (The Touch)
- 1972 Șoapte și strigăte (Viskningar och rop)
- 1973 Scene dintr-o căsnicie (Scener ur ett äktenskap)
- 1975 Flautul fermecat (Trollflöjten)
- 1976 Față în față (Ansikte mot ansikte)
- 1977 Oul de șarpe (The Serpent’s Egg)
- 1978 Sonată de toamnă (Höstsonaten)
- 1980 Din viața marionetelor (Aus dem Leben der Marionetten)
- 1982 Fanny și Alexander (Fanny och Alexander)
- 1984 După repetiție (Efter repetitionen) (film TV)
- 1997 În prezența unui clown (Larmar och gör sig till) (film TV)
- 2000 Bildmakarna (film TV)
- 2003 Sarabanda (Saraband) (film TV)

### Scenarist (selecție)
- 1944 Die Hörige (Hets), regia Alf Sjöberg
- 1947 Femeia fără față (Kvinna utan ansikte), regia Gustaf Molander
- 1956 Sista paret ut (Sista paret ut), regia Alf Sjöberg
- 1970 Reservatet, regia Jan Molander
- 1970 The Lie (Regie: Alan Bridges)
- 1991 Den goda viljan (Den goda viljan), regia Bille August
- 1992 Copii de duminică (Söndagsbarn), regia Daniel Bergman
- 1995 Einzelgespräche (Enskilda samtal), regia Liv Ullmann
- 2000 Die Treulosen (Trolösa), regia Liv Ullmann